# بونیتا (لوئیزیانا)
بنیتا (به انگلیسی: Bonita) شهری در ایالت لوئیزیانا کشور ایالات متحده آمریکا است که جمعیت آن در سرشماری سال ۲۰۱۰ میلادی، ۲۸۴ نفر بوده‌است.